# Nulle de salon
Pour un article plus général, voir Nulle.
Au jeu d'échecs, une nulle de salon, également appelée « nulle de grand maître » (« Grandmaster draw » en anglais) est une partie nulle par consentement mutuel dans une partie d'échecs qui, en général, a duré moins de 20 coups.
Ce genre de parties survient le plus souvent en compétition, lorsque les joueurs désirent conserver leurs forces pour des parties symboliquement plus importantes, ou lorsque leur position au classement du tournoi est acquise en jouant seulement des nulles.
Ces nulles, parties sans combat, sont consenties au grand dam des spectateurs, des organisateurs et des autres joueurs de la compétition.

## Pour en finir...
Différents systèmes ont été proposés pour réduire les nulles de salon. La Fédération internationale des échecs (FIDE) a, notamment, instauré depuis 1965 le format de compétition à élimination directe lors du tournoi des candidats.
Pourtant, les cas de parties nulles surviennent encore fréquemment entre forts joueurs et la majorité des parties entre grands maîtres arrivent à un résultat nul. Au XXIe siècle, on dénombre plusieurs systèmes qui tentent de mettre fin à cette pratique :
1. Règle dite de Sofia : instaurée en 1962 par la FIDE et appliquée sur une base volontaire, cette règle stipule qu'aucune nulle n'est permise avant d'avoir joué le 30e coup. Bien que cette méthode permette effectivement d'éliminer les nulles de salon, si les joueurs échangent volontairement leurs pièces ils acquiescent de facto à une partie nulle, sans même la proposer. La pénalité prévue est la perte de la partie pour les deux joueurs. Cependant, des joueurs ont ignoré cette règle ou l'ont contournée, répétant la même position à trois reprises, ou bien les directeurs de tournois se sont montrés incapables de l'appliquer ou refusaient de le faire. Cette règle a finalement été abolie en 1964[2].
2. Éliminer les parties nulles en obligeant les adversaires à jouer une partie rapide à la suite d'une nulle, dans le but de déterminer un gagnant et un perdant[3]. L'un des inconvénients de cette proposition est que les joueurs peuvent s'entendre avant la première partie pour l'annuler, pour ensuite garder leurs forces lors de la partie rapide.
3. Le « BAP system », qui modifie le pointage accordé au gain, à la perte et à la nulle, selon la couleur des pièces : (a) trois points pour la victoire des noirs, (b) deux pour le gain des blancs, (c) un pour la nulle des noirs et (d) zéro pour la nulle des blancs. Seul un tournoi, le Slugfest[4] a eu recours à ce système ; il est donc prématuré de le juger. Par contre, il n'y a pas eu de nulles de salon et les autres nulles sont survenues après des coups qui semblaient démontrer un désir de vaincre.
4. Laisser un programme informatique décider du sort de la partie lorsque la position est déclarée nulle. Une proposition dérivée suggère de prouver l'affirmation de nulle des joueurs en les opposant à un fort programme d'échecs lors d'une courte partie dont la position initiale est la position déclarée nulle.
5. En 2005, John Nunn a proposé que les joueurs qui annulent régulièrement des parties en tournois ne soient plus invités à y participer[5].

Il existe d'autres propositions, mais elles sont soit à analyser de façon rigoureuse, soit elles ne tiennent pas suffisamment compte du déroulement des compétitions à haut niveau.

## Anecdotes
- À la suite du tournoi des candidats tenu à Curaçao en mai et juin 1962, tournoi comptant pour le championnat du monde, l'américain Bobby Fischer a fait remarquer avec véhémence, à tort ou à raison, que les joueurs soviétiques jouaient entre eux des nulles de salon, dans le but de réserver leurs forces pour les parties contre lui[6].
- Le grand maître Milan Vidmar, alors directeur d'un tournoi à Bled en 1960 a dénoncé avec vigueur une nulle de salon, flagrante, survenue pendant ce tournoi. Lorsque des joueurs lui mirent sous le nez une nulle de salon qu'ils avaient jouée auparavant, il répliqua : « Mais tous les saints ont été pécheurs pendant leur jeunesse[7] ! ».
- Le grand maître Viswanathan Anand a perdu une partie en six coups car il a repris, sans le vérifier, un coup qui avait été introduit lors d'une nulle pré-arrangée jouée à San Francisco en 1987 entre Tony Miles et Larry Christiansen. Cette dernière partie avait débuté par 1. e4 e5 2. Cf3 Cf6 3. Cxe5 d6 4. Cf3 Cxe4 5. Cc3 Ff5 N[a]. Lorsqu'il a repris ce coup contre Alonso Zapata, Anand s'est vu répliquer 6. De2, ce qui l'a forcé à abandonner[8].